# Hohe Kisten
De Hohe Kisten is een berg in de deelstaat Beieren, Duitsland. De berg heeft een hoogte van 1922 meter.
De Hohe Kisten is onderdeel van het Estergebergte, dat weer deel uitmaakt van de Bayerische Voralpen.